# يو إف سي 64
يو إف سي 64: غير قابل للإيقاف (بالإنجليزية: UFC 64: Unstoppable)‏ هو حدث لفنون القتال المختلطة نظمته يو إف سي، أُقيم في 14 أكتوبر 2006، على مركز أحداث ماندالاي باي في لاس فيغاس، نيفادا، الولايات المتحدة.